# مانیتویش (ویسکانسین)
مانیتویش (به انگلیسی: Manitowish) یک منطقهٔ مسکونی در ایالات متحده آمریکا است که در شهرستان آیرن، ویسکانسین واقع شده‌است. مانیتویش ۴۸۴٫۹۴ متر بالاتر از سطح دریا واقع شده‌است.